# Lîzunivka, Novhorod-Siverskîi
Lîzunivka (în ucraineană Лизунівка) este un sat în comuna Peceniuhî din raionul Novhorod-Siverskîi, regiunea Cernihiv, Ucraina.

## Demografie
Componența lingvistică a localității Lîzunivka
     Rusă (52%)
     Ucraineană (48%)
Conform recensământului din 2001, majoritatea populației localității Lîzunivka era vorbitoare de rusă (52%), existând în minoritate și vorbitori de ucraineană (48%).